# Lifetime (Fernsehsender)

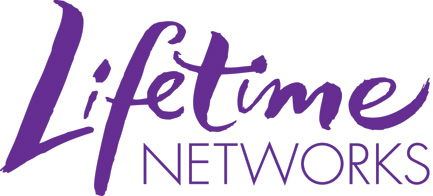
Logo von 2008 bis 2012

Logo von 2012 bis 2017

Lifetime ist ein US-amerikanischer Kabelsender, der am 1. Februar 1984 seinen Sendebetrieb aufnahm. Er betreibt unter anderem den Filmkanal Lifetime Movie Network.
Unternehmenssitz ist New York City. Der Sender gehört zu gleichen Teilen Disney’s ABC und der Hearst Corporation.

## Programm

### Ehemalige Serien
- 1988–1991: The Days and Nights of Molly Dodd
- 1998–1999: Maggie
- 1998–2000: Oh Baby
- 1998–2002: Alabama Dreams (Any Day Now)
- 2000–2006: Strong Medicine: Zwei Ärztinnen wie Feuer und Eis (Strong Medicine)
- 2001–2004: Lady Cops – Knallhart weiblich (The Division)
- 2003–2005: Wild Card
- 2003–2006: Missing – Verzweifelt gesucht (Missing)
- 2006: Angela Henson – Das Auge des FBI (Angela’s Eyes)
- 2006: Monarch Cove
- 2006–2008: Blood Ties – Biss aufs Blut (Blood Ties)
- 2007: Side Order of Life
- 2007–2013: Army Wives
- 2008–2009: Rita Rockt (Rita Rocks)
- 2009: Sherri
- 2009–2014: Drop Dead Diva
- 2011: Against the Wall
- 2011: The Protector
- 2011–2012: America’s Most Wanted
- 2012–2013: The Client List
- 2013–2014: Witches of East End
- 2013–2016: Devious Maids – Schmutzige Geheimnisse (Devious Maids)
- 2015–2018: UnREAL
- 2018: You – Du wirst mich lieben
- 2019: American Princess[2]